# ハネウミヒドラ
ハネウミヒドラ（学名:Halocordyle disticha ）は、刺胞動物門ヒドロ虫綱花クラゲ目ハネウミヒドラ科に属する、羽根型の群体を作るヒドロ虫の一種。潮間帯でも比較的よく見ることができる。また、比較的大柄な群体を作り、またポリプもやや大柄なのでわかりやすい種である。

## 特徴
ヒドロ根は岩の上などに網状になって這い、あちこちから羽根状の群体の茎が立ち上がる。羽根のそれぞれは長さ10cm程度あり、時に20cmにもなる。主軸はヒドロ根から立ち上がってまっすぐに伸び、先細りになってやや斜めに曲がる。この茎のほぼ全体にわたって、両側に交互に側枝が出る。これらの側枝はほぼ同一平面に伸び、側枝は基部では短く、中程では長く、先端では先に向けて次第に短くなるので、羽根型、あるいは木の葉の葉脈のような姿となる。これらの軸は黒から側枝では褐色をしている。また、キチン質で丈夫であり、乾燥してもその姿を保つ。
ヒドロ花（ポリプ）は側枝の上、必ず先端側にほぼ一定距離を置いて並び、一本の側枝に数個がつく。ヒドロ花は長さ数mm程度。色は白から赤みを帯びる。ヒドロ花全体は細長い紡錘形で、その基部近くに糸状の触手（反口触手）が輪をなして配置する。そこから先端の口までの間には先端が丸くふくらんだ（有頭触手）形の短い触手がまばらに並んでいる。
有性生殖は独立したクラゲを形成して行われる。水母芽は糸状触手の列のすぐ内側にできて、成熟すると切り離される。独立したクラゲはコップ状で、単純な水管と触手瘤があるが、それ以上には発達せず、ごく短命である。なお、水母芽が独立せず、そのまま生殖を行う場合もある。

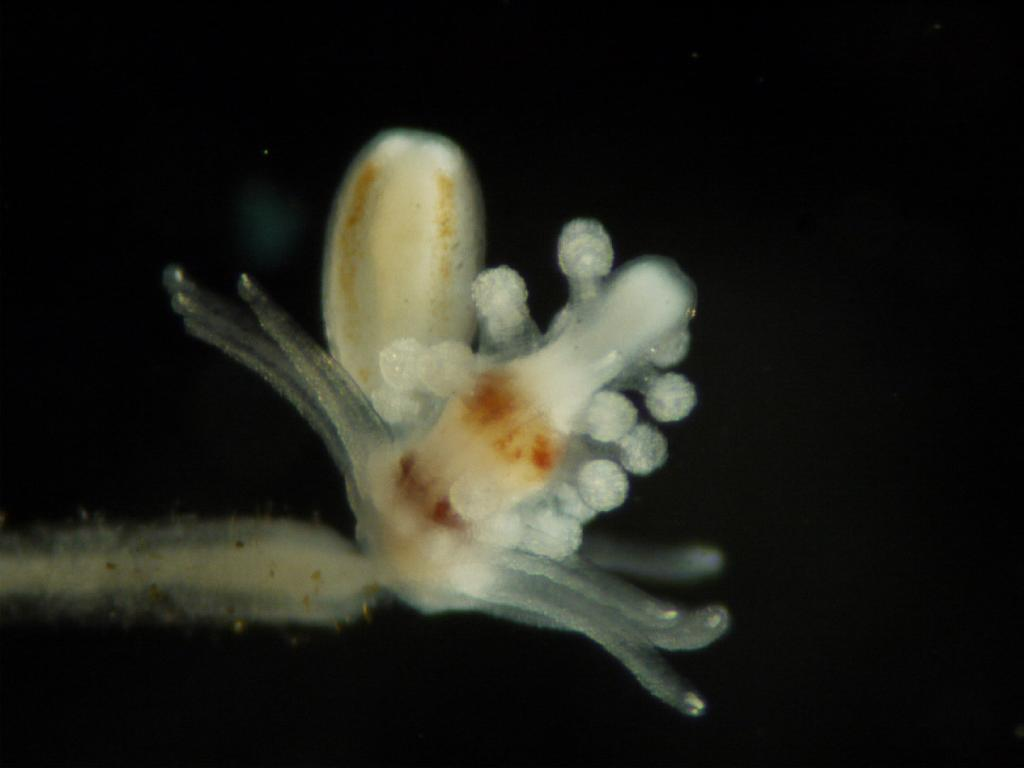
単独のヒドロ花・上向きのものが水母芽

## 生育環境
20mまでの浅い海の岩礁に普通。潮間帯でも、潮下帯やある程度大きな潮だまりではよく見かける。干潮時に干上がる場所には出ない。

## 分布
日本では本州中部以南の太平洋岸に見られる。世界的にはインドネシアや地中海からも知られる。

## 分類
ハネウミヒドラ属は単独でハネウミヒドラ科を構成し、日本にはこの一種のみ。したがって似たものは他にはない。

## 利害
刺胞毒が比較的強く、素手で触れると軽い痛みを感じる場合がある。それ以上の被害があるものではないが、注意は必要である。